# Solenostoma sphaerocarpum
Solenostoma sphaerocarpum là một loài rêu tản trong họ Jungermanniaceae. Loài này được (Hook.) Stephani miêu tả khoa học lần đầu tiên năm.